# Cantonul Autun-Sud
Cantonul Autun-Sud este un canton din arondismentul Autun, departamentul Saône-et-Loire, regiunea Burgundia, Franța.

## Comune
| Comune  | Populație (1999) | Cod poștal | Cod INSEE |
| ------- | ---------------- | ---------- | --------- |
| Antully | 861              | 71400      | 71010     |
| Autun   | 16 419 (1)       | 71400      | 71014     |
| Auxy    | 1 048            | 71400      | 71015     |
| Curgy   | 1 137            | 71400      | 71162     |